# Wera Iljinitschna Glebowa

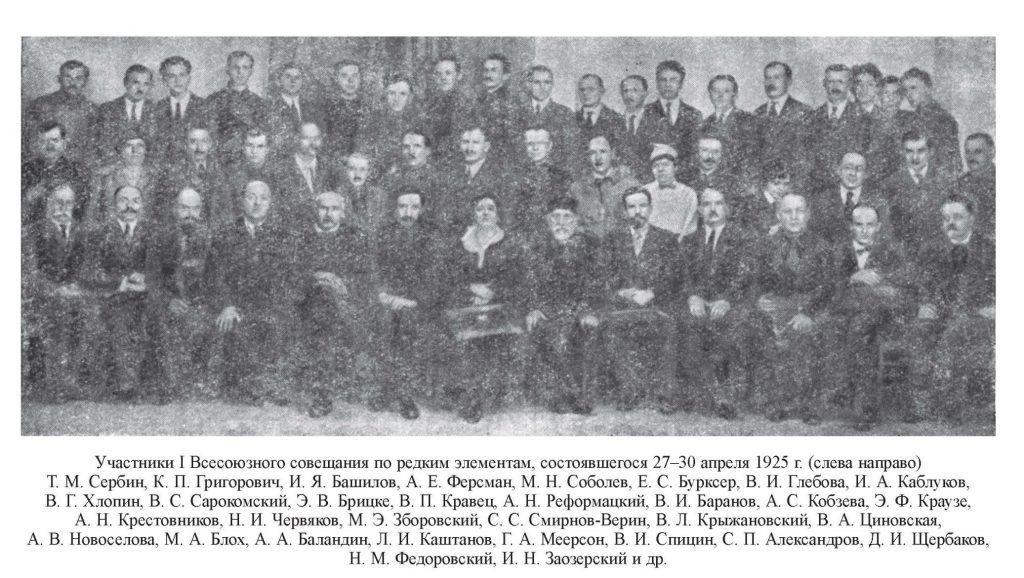
W.I. Glebowa auf dem 1. All-Unions-Treffen über seltene Elemente, 1925

Wera Iljinitschna Glebowa, geboren Schmulewitsch, (russisch Вера Ильинична Глебова, урожд. Шмулевич; * 5. Oktoberjul. / 17. Oktober 1885greg. in Samara; † 16. Dezember 1935 in Moskau) war eine russische bzw. sowjetische Chemikerin.

## Leben
Glebowas Vater war Kaufmann. Die Mutter starb kurz nach der Geburt der Tochter. Glebowa wurde 1904 Mitglied der Sozialdemokratischen Arbeiterpartei Russlands (RSDRP). Sie begann das Studium an der Universität Moskau und nahm an der Revolution 1905 teil. Darauf musste sie das Land verlassen und studierte an der Universität Lausanne, an der bereits ihre Cousine Tatjana Schtschepkina-Kupernik studiert hatte. Mit der Dissertation über die Resistenz der Bakterienflora im Pockenimpfstoff wurde sie 1913 zur Doktorin der Naturwissenschaften promoviert.
Zu Beginn des Ersten Weltkriegs ging Glebowa nach Serbien, um ein halbes Jahr lang ein chemisch-bakteriologisches Laboratorium zu leiten. 1915 kehrte sie mit Verhaftungsrisiko nach Russland zurück, wo man ihr die Leitung des chemisch-bakteriologischen Laboratoriums des Allrussischen Semstwo-Verbands übertrug. Das Laboratorium war wichtig für die Armee und half den verwundeten Soldaten. Sie nahm an der Februarrevolution 1917, an der Oktoberrevolution und am anschließenden Bürgerkrieg teil, in dem ihr Mann und ihre Tochter starben.
Ab 1921 arbeitete Glebowa in leitenden Positionen im System des Obersten Rats für Volkswirtschaft (WSNCh) der UdSSR. Zum Kennenlernen der Radium-Produktionstechnologie wurde sie nach Großbritannien, Deutschland, Österreich und in die Tschechoslowakei geschickt. Als eine der Ersten wies sie auf den Wert des Radiums für die Wehrtechnik hin. Sie arbeitete ab 1923 im Institut für Angewandte Mineralogie und gründete 1924 mit anderen die Abteilung für seltene Elemente, die sie später leitete. Von 1925 bis 1929 leitete sie den Trust für Seltene Elemente.
Mit anderen organisierte Glebowa die Gründung des Staatlichen Forschungsinstituts für Seltene Elemente (Giredmet), dessen erste Direktorin sie 1931 wurde. Unter ihrer Leitung begann die Gewinnung und Verarbeitung der Uranerze in der UdSSR. Sie organisierte die Entwicklung der industriellen Verfahren für die Gewinnung von Uran, Wolfram, Vanadium und Strontium. Auch beschäftigte sie sich mit Inertgasen. Aus Gesundheitsgründen gab sie am 27. September 1934 das Giredmet-Direktorenamt auf.